# Circulus texanus
Circulus texanus är en snäckart som först beskrevs av Moore 1965.  Circulus texanus ingår i släktet Circulus och familjen Vitrinellidae. Inga underarter finns listade i Catalogue of Life.